# HD 22676
HD 22676 ( eller HR 1109) är en ensam stjärna  i den mellersta delen av stjärnbilden Taffelberget som också har Bayer-beteckningen 1 G Mensae. Den har en skenbar magnitud av ca 5,67 och är svagt synlig för blotta ögat där ljusföroreningar ej förekommer. Baserat på parallax enligt Gaia Data Release 2 på ca 9,8 mas, beräknas den befinna sig på ett avstånd på ca 333 ljusår (ca 102 parsek) från solen. Den rör sig bort från solen med en heliocentrisk radialhastighet på ca 18 km/s.

## Egenskaper
Primärstjärnan HD 22676 är en gul till vit jättestjärna av spektralklass G8 III. Den befinner sig i röda klumpen i HR-diagrammet, vilket betyder att den ligger på den horisontella jättegrenen. Den har en massa som är ca 2,4 solmassor, en radie som är ca 9 solradier och har ca 58 gånger solens utstrålning av energi från dess fotosfär vid en effektiv temperatur av ca 5 100 K.